# Дубровка (рабочий посёлок, Дубровский район)
Ду́бровка — посёлок городского типа в Брянской области России, административный центр Дубровского района и Дубровского городского поселения. Железнодорожная станция на линии Брянск-Смоленск, в 81 км к северо-западу от Брянска.

## География
Расположен на реке Сеще, притоке Десны.

## История

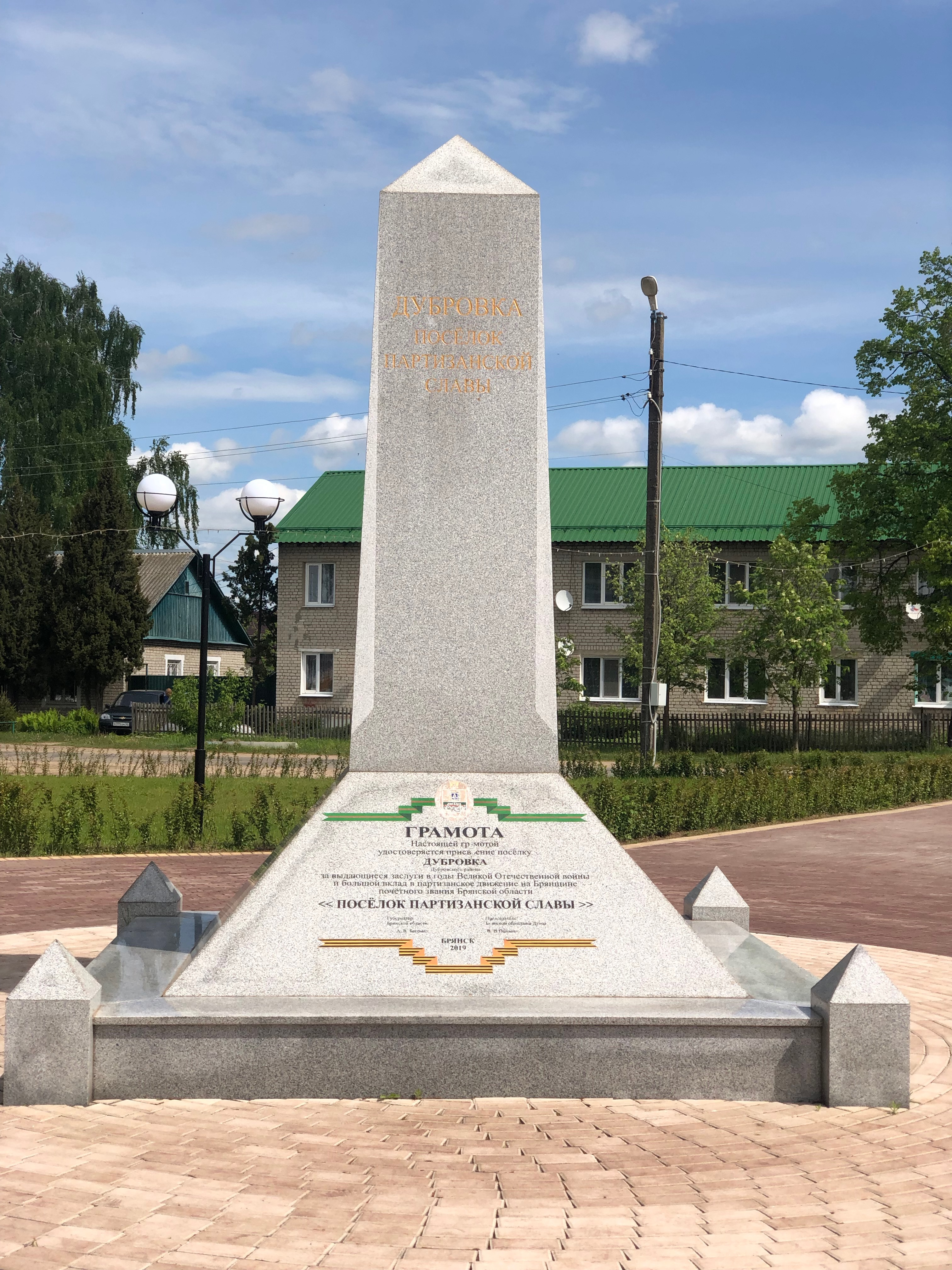
Стела партизанской славы в п. Дубровка

Основан в 1868 году в связи со строительством Орловско-Витебской железной дороги (станция была названа по соседней деревне). В 1880-х годах появляются промышленные предприятия: винокуренный завод, лесопилки, мельницы, маслобойки. В 1912 году была построена шпагатная фабрика.
С 1929 года — райцентр, с 1931 — посёлок городского типа.
В 2012 году статус посёлок городского типа изменён на рабочий посёлок.
29 июня 2019 года Дубровка удостоена почётного звания «Посёлок партизанской славы»

## Население
| 1920  | 1926  | 1939  | 1950  | 1960  | 1970  | 1979  | 1989  |
| ----- | ----- | ----- | ----- | ----- | ----- | ----- | ----- |
| 1300  | ↗1500 | ↗4170 | ↘3700 | ↗4700 | ↗6000 | ↗7500 | ↗8600 |
| 1999  | 2002  | 2009  | 2010  | 2012  | 2013  | 2014  | 2015  |
| ↗9200 | ↘8598 | ↘8303 | ↘8015 | ↘7909 | ↘7834 | ↘7735 | ↘7574 |
| 2016  | 2017  | 2018  | 2019  | 2020  | 2021  |       |       |
| ↘7394 | ↘7325 | ↘7195 | ↘7109 | ↘7046 | ↘6793 |       |       |

Национальный состав
По итогам переписи населения 2020 года проживали следующие национальности (национальности менее 0,1 % и другое, см. в сноске к строке «Другие»):
| Национальность | Численность, чел. | Доля     |
| -------------- | ----------------- | -------- |
| Русские        | 6479              | 95,38 %  |
| Украинцы       | 51                | 0,75 %   |
| Азербайджанцы  | 10                | 0,15 %   |
| Молдаване      | 10                | 0,15 %   |
| Евреи          | 10                | 0,15 %   |
| Татары         | 7                 | 0,10 %   |
| Белорусы       | 7                 | 0,10 %   |
| Другие         | 219               | 3,22 %   |
| Итого          | 6793              | 100,00 % |

## Известные уроженцы, жители
- Рылько Пётр Дмитриевич — видный деятель советского просвещения;
- Никитин Иван Семёнович — советский военный деятель, генерал-майор (1940), участник Первой мировой, Гражданской и Великой Отечественной войн. В 1941 году попал в немецкий плен, казнён в концлагере Хаммельбург;
- Кузнецов Александр Анатольевич — советский и российский тренер по велоспорту, в течение трёх десятилетий возглавлял сборные команды СССР, СНГ и России, подготовил множество олимпийских чемпионов и чемпионов мира. Кандидат педагогических наук, профессор.
- Александр Антонович Ильюхов (1947—2021) — советский и российский историк, доктор исторических наук, профессор.

## Инфраструктура

### Экономика
Спиртовой завод (работает, ныне называется филиал ООО «Армавирский химический комбинат»), молочный завод, мясокомбинат (закрыт), шпагатная, швейная фабрики(работает), мебельная фабрика (закрыта).

### Образование
Государственное специальное учебно-воспитательное учреждение закрытого типа «Дубровская специальная общеобразовательная школа закрытого типа» была закрыта в 2013 году. В посёлке действуют 2 общеобразовательных школы.